# Saxifraga epiphylla
Saxifraga epiphylla är en stenbräckeväxtart som beskrevs av Gornall och H. Ohba. Saxifraga epiphylla ingår i Bräckesläktet som ingår i familjen stenbräckeväxter. Inga underarter finns listade i Catalogue of Life.